# Tungiro-Olekminsky (huyện)
Huyện Tungiro-Olekminsky (tiếng Nga: ? райо́н) là một huyện hành chính tự quản (raion), của Vùng Zabaykalsky, Nga. Huyện có diện tích 43651 km², dân số thời điểm ngày 1 tháng 1 năm 2000 là 1800 người. Trung tâm của huyện đóng ở Tupik.